# La Galatea
La Galatea is het eerste grote werk van Miguel de Cervantes Saavedra, geschreven in 1585, enkele jaren na zijn terugkeer uit gevangenschap bij piraten. Het werk (een romantisch relaas) was volledig volgens de literaire regeltjes geschreven en had geen groot succes.